# 友永和秀
友永 和秀（ともなが かずひで、1952年〈昭和27年〉4月28日 - ）は、日本のアニメーター、アニメ演出家・監督。福岡県出身。タイガープロダクション、オープロダクション、テレコム・アニメーションフィルムを経て現在はフリー。日本アニメーター・演出協会（JAniCA）会員。
映画『ルパン三世 カリオストロの城』で有名なフィアット500のカーチェイス・シーンの原画を担当した。

## 来歴
高校卒業後、大阪で半年間のサラリーマン生活を送った後に上京。
1971年、タイガープロダクションに入社。1972年にテレビアニメ『デビルマン』で原画デビュー、その後『ゲッターロボ』、『宇宙戦艦ヤマト』などに参加。
1975年、さらなる飛躍を求めて小松原一男のいるオープロダクションへ移籍。『UFOロボ グレンダイザー』『マグネロボ ガ・キーン』等、主に東映動画制作のロボットアニメの原画を担当した後、『ルパン三世 (TV第2シリーズ)』『ルパン三世 ルパンVS複製人間』『さらば宇宙戦艦ヤマト　愛の戦士たち』『未来少年コナン』『劇場版　銀河鉄道999』等の作品のアクション、メカ、エフェクト、戦闘シーン等で代表作を残す。
1979年、テレコム・アニメーションフィルムへ出向し、『ルパン三世 カリオストロの城』の制作に参加。その後、一旦OH!プロダクションに戻るが、大塚康生に誘われて1980年にテレコムに移籍。1980年代前半は、『名探偵ホームズ』や『NEMO/ニモ』など海外との合作作品の仕事ばかりになり、日本のアニメーションにはほとんど関わってない。その後、日本国内向け作品、親会社であるトムス・エンタテインメント作品等に参加。
2014年6月にテレコムの取締役を退任。その後は、個人事業主としてテレコムと契約して仕事を継続している。
2016年、第25回日本映画批評家大賞・アニメ部門功労賞を受賞。

## 人物
TVアニメ『宇宙戦艦ヤマト』第2話「号砲一発!!宇宙戦艦ヤマト始動!!」の戦艦大和の回想シーンと第22話「決戦!!七色星団の攻防戦!!」の決戦シーン、映画『ルパン三世 カリオストロの城』のカーチェイス・シーン、映画『銀河鉄道999』のクライマックスでのアルカディア号の戦闘シーンなどを描き、高い評価を受けている。
『ルパン三世』のアニメシリーズとの関わりが深く、TV第2シリーズと映画『ルパンVS複製人間』映画『カリオストロの城』などで原画、映画『風魔一族の陰謀』でキャラクターデザインと作画監督、TV第4シリーズとTVスペシャル『イタリアン・ゲーム』では総監督を務めている。
劇場アニメ『ルパン三世 カリオストロの城』では、冒頭のカーチェイスを描いた。最初は車を描くのが得意な青木悠三に振られたが、最終的に友永が担当することになった。しかし友永は自動車免許を持っておらず、車を描いたこともなかったので、宮崎駿にラフな原画を描いてもらい、大塚康生から車について詳しく教えてもらいながら描いた。また、車内でルパンがクラッチを操作する動きは後から大塚が追加している。宮崎の緻密な画面構成を基にした友永の原画に、大塚の的確な修正が加わったこのシーンは、アニメ史上屈指の名場面だと言われている。
宮崎駿や大塚康生との関りは『未来少年コナン』から。彼らの仕事についてはAプロ時代からずっと注目していたが、所属するOH!プロダクションが『コナン』をやることになった時、自分から手伝わせて欲しいと願い出て一緒に仕事をすることになった。そして当時のテレコムの人々の「新しい長編アニメをつくるんだ」という意気込みに惹かれた。もともと動かすことが好きで、テレビの3コマアニメより、劇場長編で枚数を気にせず描いてみたい、もっと動きを描きたいという想いが人一倍あった友永は、「今度はフル・アニメーションの劇場用超大作（=『NEMO/ニモ』）をやるから来ないか」と大塚に誘われ、テレコムへの移籍を決意した。
テレビアニメ『名探偵ホームズ』では近藤喜文とともにテレコムの一員として企画立ち上げ時点から関わり、宮崎監督の下でアニメーターとして初期6話分の作業に携わった。また作品に登場するキャラクターのトッドとスマイリーは友永と近藤がモデルで、トッドは友永の容姿をモデルに宮崎駿がデザインした。
近藤喜文と共同制作した『NEMO/ニモ』の3分半のパイロット版はアメリカのアニメ業界で評判を呼んだ。7年の歳月と膨大な予算を費やした本編は不調に終わったものの、このパイロット版は友永や近藤の代表作であり、デジタル化以前の日本のアニメーションの到達点のひとつであるとも言われる。友永自身は、いろんな気持ちはあるがパイロットフィルムを残せたのは良かったと思うと語っている。
アニメのアクション・シーンのパイオニアの一人。アニメーションであるため誇張になるところもあるが、現実には考えられないようなアクションを描いても、物やキャラクターが動く時の"重量感"はできるだけ表現したいと考え、「慣性の法則」など理屈に則って動かすように気を付けているので、その動きには破綻がない。参考にしたのは昔の映画やアメリカのアニメ『トムとジェリー』など。特に『トムとジェリー』にはマンガっぽいが現実味を感じさせる動きや破壊的でオーバーな動きなどに影響を受けている。
友永の作画の特長は天性のタイミングの良さにあり、感覚的に描いている。
1982年にアニドウより発行された“新感覚少女漫画雑誌”『月刊ベティ 創廃刊号』に、自身が作画監督を務めた『姿三四郎』のパロディ的続編マンガ『その後の姿三四郎』が掲載されている。

## 評価
私生活でも仲の良かった金田伊功は、『宇宙戦艦ヤマト』『銀河鉄道999』制作当時、友永とメカ作画の双璧だったと言われる。アクションやエフェクトばかりでなくコミカルな動きも得意としているのも共通していた。金田も「友永はライバルであり、友人である」と語っている。
大塚康生は、動きのセンスとメカに強いこと、アクション技術を高く評価している。友永自身は「どの動きを誇張して描くとリアルに見えるかということを大塚さんから学んだ」と言っている。
庵野秀明は「メカニックの描写がシンプルなのに、1枚絵として見てもパワーがあり、重量感があるのが魅力的」と評している。

## 参加作品

### テレビアニメ
1972年
- マジンガーZ（1972年 - 1974年、原画）
- デビルマン（1972年 - 1973年、原画）

1973年
- ドロロンえん魔くん（1973年 - 1974年、原画）
- キューティーハニー（1973年 - 1974年、原画）

1974年
- グレートマジンガー（1974年 - 1975年、原画）
- 宇宙戦艦ヤマト（1974年 - 1975年、原画）

1975年
- UFOロボ グレンダイザー（1975年 - 1977年、原画）

1976年
- マグネロボ ガ・キーン（1976年 - 1977年、原画）

1977年
- ジェッターマルス（作画監督）
- ルパン三世 (TV第2シリーズ)（1977年 - 1980年、原画）
- 超人戦隊バラタック（1977年 - 1978年、原画）

1978年
- 未来少年コナン（原画（11・18・19・21・22話））
- 無敵鋼人ダイターン3（1978年 - 1979年、原画）

1979年
- 赤毛のアン（原画）

1980年
- 姿三四郎（作画監督）
- 太陽の使者 鉄人28号（作画監督補（8話））

1981年
- じゃりン子チエ（原画）

1984年
- 名探偵ホームズ（1984年 - 1985年、原画・作画監督）

1989年
- TINY TOON ADVENTURES（作画監督）
- THE NEVER TOLD TALES OF PETER PAN（作画監督）

1992年
- アニマニアックス（作画監督）

1997年
- スーパーマン（演出）

2000年
- サイバーシックス（絵コンテ・作画監督）

2002年
- パタパタ飛行船の冒険（設定・メカデザイン・絵コンテ）
- ぴたテン（原画）
- 花田少年史（2002年 - 2003年、絵コンテ・演出）

2003年
- ソニックX (絵コンテ・原画）
- 無人惑星サヴァイヴ（2003年 - 2004年、絵コンテ）

2004年
- 双恋（原画）
- 焼きたて!!ジャぱん（2004年 - 2006年、絵コンテ（10話）・演出（10・14話））

2005年
- タイドライン・ブルー（設定・原画）

2006年
- 無敵看板娘（原画（2話））
- Project BLUE 地球SOS（原画）

2007年
- 結界師（2007年 - 2008年、原画）
- 月面兎兵器ミーナ（絵コンテ・演出）
- ルパン三世 霧のエリューシヴ（原画）
- もやしもん（原画）

2008年
- 二十面相の娘（メカデザイン・絵コンテ・OPED原画）

2009年
- 鋼の錬金術師 FULLMETAL ALCHEMIST（演出・原画）

2010年
- ひめチェン!おとぎちっくアイドル リルぷりっ（原画）

2011年
- ルパン三世 血の刻印 〜永遠のMermaid〜（絵コンテ）

2013年
- Z/X IGNITION（原画）

2014年
- 戦国BASARA Judge End（OP原画・原画）

2015年
- ルパン三世 PART IV（総監督・絵コンテ・演出）

2016年
- ルパン三世 イタリアン・ゲーム（総監督・絵コンテ・演出・原画）

2018年
- ルパン三世 PART5（ED原画）

2024年
- 七つの大罪 黙示録の四騎士（絵コンテ）
- グレンダイザーU（原画）

### 劇場アニメ
1976年
- 長靴をはいた猫 80日間世界一周（原画）

1978年
- さらば宇宙戦艦ヤマト 愛の戦士たち（原画）
- ルパン三世 ルパンVS複製人間（原画）

1979年
- 銀河鉄道999 劇場版（原画）
- ルパン三世 カリオストロの城（原画（カーチェイス全般））　

1984年
- 名探偵ホームズ（作画監督・原画・イメージスケッチ）

1986年
- 天空の城ラピュタ（原画）

1987年
- ルパン三世 風魔一族の陰謀（キャラクターデザイン・作画監督）

1989年
- NEMO/ニモ（アニメーションディレクター）

1992年
- それいけ!アンパンマン つみき城のひみつ（原画）

1994年
- 平成狸合戦ぽんぽこ（作画監督）

1995年
- ルパン三世 くたばれ!ノストラダムス（イメージスケッチ・絵コンテ）

2002年
- WXIII 機動警察パトレイバー（原画）
- 猫の恩返し（原画）

2003年
- 茄子 アンダルシアの夏（プロップデザイン）

2006年
- 名探偵コナン 探偵たちの鎮魂歌（原画）
- ブレイブ・ストーリー（原画）

2007年
- ピアノの森（原画）

2010年
- 名探偵コナン 天空の難破船（原画）

2011年
- おぢいさんのランプ（演技スーパーバイズ）

2012年
- BUTA（監督・脚本）

2013年
- 風立ちぬ（原画）
- ルパン三世VS名探偵コナン THE MOVIE（原画）

2014年
- LUPIN THE IIIRD 次元大介の墓標（原画）

2017年
- LUPIN THE IIIRD 血煙の石川五ェ門（原画）

2019年
- LUPIN THE IIIRD 峰不二子の嘘 (原画)

2022年
- ブルーサーマル（原画）

### OVA
- おざなりダンジョン 風の塔（1991年、原画）